# Dima pelikani
Dima pelikani (лат.) — вид жуков-щелкунов (Elateridae) из подсемейства Dendrometrinae.

## Распространение
Встречается в Южной Европе: Албания и Черногория.

## Описание
Взрослый жук имеет длину от 11,2 до 14 мм и ширину около 5 мм. Основная окраска тела коричневая, ноги красновато-коричневые, опушение желтоватое.
Видовое название дано в честь Mr. Jan Pelikán (Hradec Králové, Чехия), который собрал часть типовой серии нового вида.